# Lom nad Rimavicou
Lom nad Rimavicou (dawniej Forgáčka, węg. Forgácsfalva) – wieś gminna (obec) na Słowacji położona w kraju bańskobystrzyckim, w powiecie Brezno. Pierwsze wzmianki o miejscowości pochodzą z 1799 roku. Jest to jedna z najwyżej położonych wsi w kraju.
Według danych z dnia 31 grudnia 2012 roku, wieś zamieszkiwało 289 osób, w tym 141 kobiet i 148 mężczyzn.
W 2001 roku pod względem narodowości i przynależności etnicznej miejscowość zamieszkiwali wyłącznie Słowacy.
Ze względu na wyznawaną religię struktura mieszkańców kształtowała się w 2001 roku następująco:
- Katolicy rzymscy – 96,01%
- Grekokatolicy – 0,61%
- Ewangelicy – 0,92%
- Ateiści – 1,23%
- Nie podano – 1,23%

## Kultura
We wsi jest używana gwara przejściowa słowacko-orawska. Gwara orawska jest zaliczana przez polskich językoznawców jako gwara dialektu małopolskiego języka polskiego, przez słowackich zaś jako gwara przejściowa polsko-słowacka.